# Scuola navale militare "Nachimov"

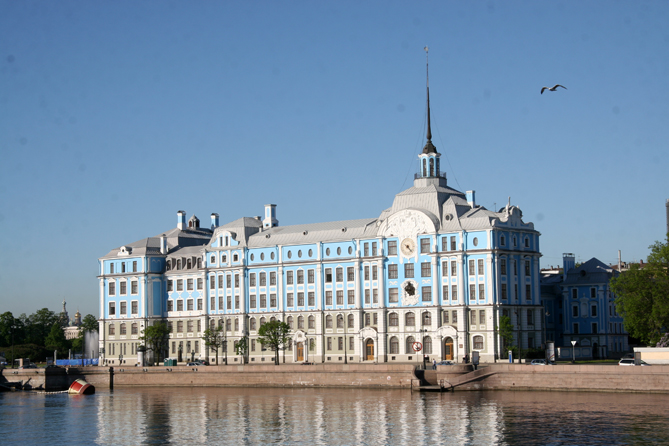
L'edificio della scuola

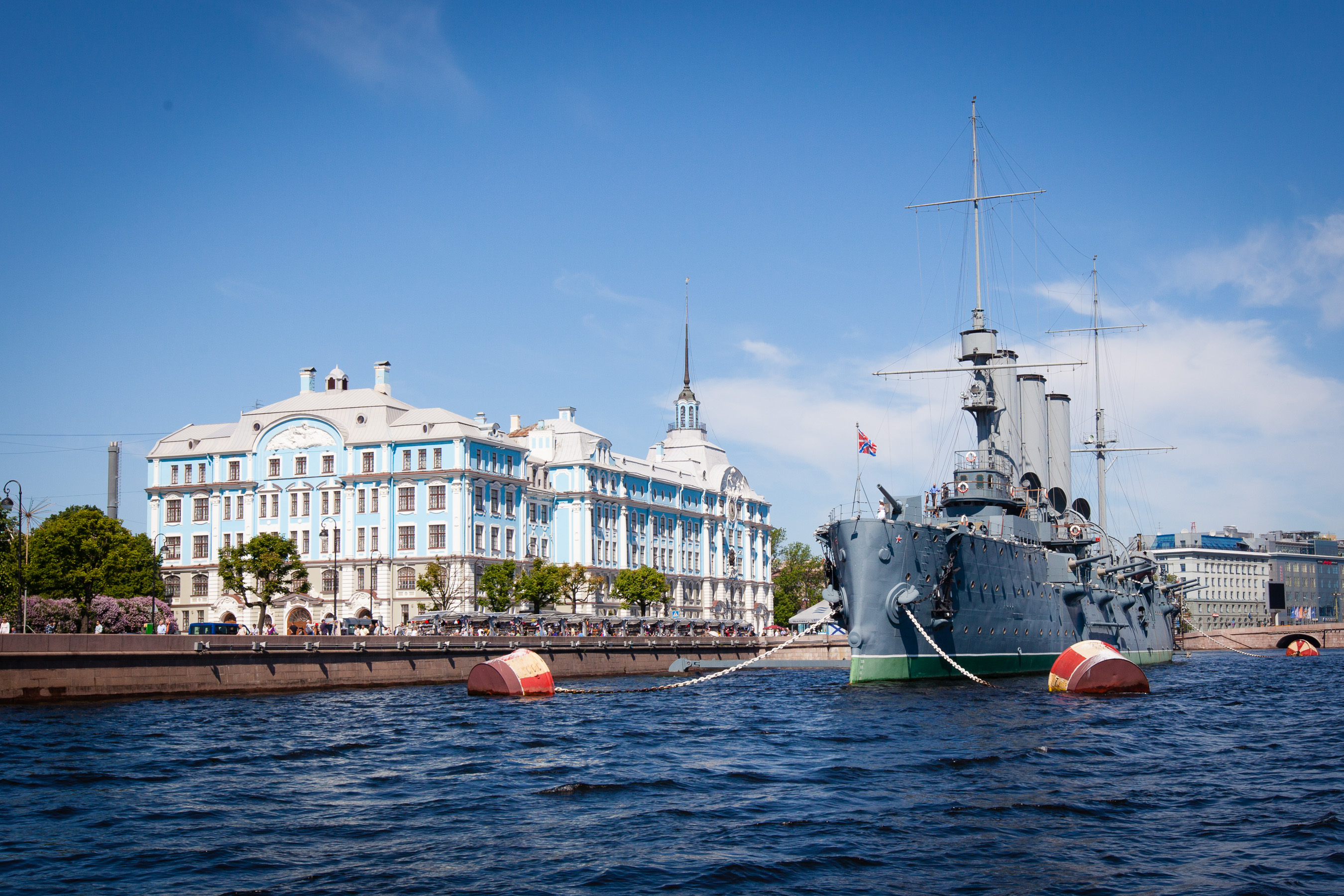
L'incrociatore Aurora, nave museo e, in secondo piano, il plesso scolastico della "Nachimov"

La Scuola navale militare "Nachimov" (in russo Нахимовское военно-морское училище?, Nachimovskoe voenno-morskoe učilišče) è un istituto di formazione navale tecnico superiore della Marina russa con sede a San Pietroburgo.

## Storia
La prima Scuola navale "Nachimov" venne fondata per iniziativa del Consiglio dei commissari del popolo dell'URSS, con decreto 21 giugno 1944, n. 745 e successiva ordinanza dispositiva del polo della Marina del 23 giugno 1944, n. 280, come istituto di formazione e di istruzione dei figli dei militari di marina, esercito e forze partigiane impegnati o caduti nella "grande guerra patriottica".
Inizialmente, fu istituita l'apertura della sola Scuola navale "Nachimov" con sede a Tbilisi, ma successivamente furono aperte altre sezioni anche a Riga e Leningrado.
Nel 1953 fu chiusa la scuola di Riga e nel 1955 toccò la stessa sorte alla Nachimov di Tbilisi. Per tutto il periodo sovietico rimase attiva soltanto la scuola navale di Leningrado, oggi San Pietroburgo, l'unica tuttora aperta con tale nome.
A seguito dell'adesione della Repubblica di Crimea alla Federazione Russa, nel 2016 è stata posta sotto l'egida presidenziale anche quella di Sebastopoli (dove ha sede anche la Flotta del Mar Nero), divenendone a tutti gli effetti una succursale (Севастопольский филиал НВМУ), assieme a quella di Vladivostok (sede della Flotta del Pacifico) aperta lo stesso anno (Владивостокский филиал НВМУ).
Da settembre 2017 un'ulteriore succursale verrà inaugurata a Murmansk (Мурманский филиал НВМУ) (sede della Flotta del Nord) .